# Гумнищів
Гумнищів — передмістя у Володимирі, згадане у документах 16 ст. Археологічними розкопками 1999—2000 рр. по вул. Островецькій у Володимирі, на території сучасного Гуманітарного ліцею Володимирської міської ради було проведено археологічні розкопки, внаслідок яких досліджено частину території боярської садиби середини 14 ст. із рештками дерев'яного палацу та близько десятка заглиблених в землю зерносховищ, ідентифіковану, як садибу боярина-гуменника. Садиба була спалена, ймовірно, на весні або на початку літа, оскільки зерносховища виявились пустими.
Наприкінці літа 2012 р. за 40 м від палацу було виявлено розпорошений скарб срібних оздоб, який ймовірно належав власнику двору.